# Obsluhoval jsem anglického krále
Obsluhoval jsem anglického krále (literalment en català "Jo he servit el rei d'Anglaterra") és una comèdia txeca de l'any 2006 basada en la novel·la homònima i de gènere picaresc de l'escriptor Bohumil Hrabal. Amb aquesta pel·lícula el director Jirí Menzel va portar a la pantalla una obra de Hrabal per sisena vegada -una profitosa experiència aportadora sempre d'èxits al director txec, el més destacats dels quals va ser Trens rigorosament vigilats, guanyadora de l'oscar a la millor pel·lícula de parla no anglesa el 1967. Malgrat que en aquesta ocasió Menzel no va poder comptar amb l'habitual col·laboració de Hrabal en la producció de la pel·lícula, degut a la seva mort l'any 1997, l'adaptació és d'una gran qualitat i resta sempre fidel a la novel·la. Fou estrenada als Estats Units i la Gran Bretanya en 2008.

## Argument
El film narra els alts i baixos de la vida de Jan Dítě, que després de 15 anys de presó és posat en llibertat i s'instal·la a la regió dels Sudets, una zona fronterera i mig abandonada de Txèquia, habitada majoritàriament per alemanys. Als Sudets Jan coneix a altres desterrats, com per exemple a un professor de francès o a una ballarina de qui s'enamora. Jan revela a la ballarina el seu màxim desig a la vida: esdevenir milionari. I comença tot seguit a explicar-li la seva història.
De jove, Jan Dítě va començar a treballar com a humil venedor de salsitxes en una estació de tren fins que va obtenir una plaça de cambrer en un restaurant on faria molts contactes i mantindria alhora múltiples afers amorosos amb diverses dones -des d'una actriu fins a una prostituta. Precisament gràcies a una recomanació feta per una de les seves coneixences al restaurant, Jan passa a treballar a l'hotel Paříž de Praga. És en aquest hotel, embadalit per les elegants i refinades maneres de la vida dels rics, que l'ambiciosa carrera de Jan pren el seu imparable rumb ascendent. Amb austúcia, ben aviat Jan passa a rellevar el responsable del menjador, que malgrat la seva habilitat i destresa no pot evitar trencar un got després d'haver perdut l'equilibri a causa d'una traveta propiciada oportunistament per Jan. Amb l'orgull ferit degut a la desgràcia -un inèdit incident al llarg de la seva immaculada carrera- el responsable del menjador trenca tota la vaixella en un desenfrenat atac de còlera, prèviament a l'anunci de la seva dimissió irrevocable.
En ocasió de la visita de l'emperador d'Abissínia Jan troba una nova oportunitat per posar a prova les seves picaresques habilitas. L'ocasió es presenta quan Skřivánek, el cuiner en cap que presumeix d'haver servit el rei d'Anglaterra, va ja a rebre la condecoració per part de l'emperador. No obstant, la petita talla del cap d'Estat passa una mala jugada a Skřivánek, l'exessiva estatura del qual impedeix a l'emprador de penjar-li la medalla al coll. L'astut i observador Jan fa aleshores una oportunista reverència que treu a l'empreador del mal tràngol protocol·lari i és Jan qui així acaba rebent la condecoració.
Ja sota l'ocupació del Sudetenland per part de Hitler, Jan Dítě salva a una jove alemanya a qui una colla de txecs volien treure-li les mitges. L'agraïda jove accepta posteriorment casar-se amb Jan, amb la condició que se sotmeti prèviament a un reconeixement mèdic que demostri la seva condició d'ària. Jan supera la prova d'esperma i es casa tot seguit amb Lisa, un oportunista matrimoni que dona immunitat a la seva carrera professional. Lisa s'incorpora al front de l'est a títol d'infermera mentres que Jan passa a servir les joves alemanyes de l'hotel Tichota -ara convertit en un Lebensborn- la missió de les quals és ser fecundades per àries i engendrar així nadons de pura rassa.
Lisa retorna del front amb una pila de segells que ha saquejat de les famílies jueves deportades. La col·lecció de segells ha de servir de capital a la parella per començar una nova vida després de la guerra, que a mesura que avança va buidant l'hotel Tichota de mascles àries i l'emplena de soldats invàlids que durant la conflagració han perdut alguna extremitat. El mateix hotel és finalment també atacat i, durant el bombardeig soviètic, Lisa mor sepultada per l'esfondrament del sostre quan intentava salvar la seva preuada col·lecció de segells. Posteriorment, Jan aconsegueix trobar el seu cadàver entre les runes i recupera els segells que li permetran obrir el seu propi hotel un cop finalitzada la guerra.
Malgrat tot, quan al cap de tres anys els comunistes prenen el poder a Txecoslovàquia, Jan és expropiat del seu hotel i enviat a la presó després que els comunistes hagin descobert que la seva llibreta d'estalvis conté 15 milions de corones txeques. Jan és condemnat a un any de presó per cada un dels milions de la llibreta.
El film acaba amb Jan -ara vell i sol- que explica que, malgrat tot, finalment el seu desig d'esdevenir milionari es va fer realitat i, un cop completa la restauració de la casa, deixa que el vent s'emporti volant la col·lecció de segells que encara conservava.

## Repartiment
- Ivan Barnev: Jan Dítě de jove
- Kyle Kahunt: el rei d'Anglaterra
- Oldrich Kaiser: Jan Dítě vell
- Julia Jentsch: Liza
- Martin Huba: Skřivánek
- Marian Labuda: Walden
- Milan Lasica: Professor
- Josef Abrhám: Brandejs
- Jaromír Dulava: Karel
- Pavel Nový: General
- István Szabó: agent de borsa
- Tonya Graves: Emperador d'Abissínia
- Rudolf Hrusínský: Tichota
- Petr Ctvrtnícek: agent de borsa
- Jirí Sesták: cambrer
- Zdenek Zák: soldat
- Emília Vásáryová: Sr. Rajska
- Zuzana Fialová: Marcela
- Václav Chalupa: Hrdlicka
- Petra Hrebícková: Jaruska
- Eva Kalcovská: Wanda
- Sárka Petruzelová: Julinka

## Premis
El film va competir en l'edició 57 de la Berlinale de l'any 2007 i va obtenir un premi FIPRESCI. També el 2007 el film va guanyar diversos premis nacionals Lleó de Bohèmia: per la millor pel·lícula txeca de l'any, per la millor direcció, per la millor fotografia i pel millor actor secundari a Martin Huba.